# USS Tusk (SS-426)
El USS Tusk (SS-426) es un submarino de ataque diésel-eléctrico de la clase Balao actualmente en servicio con la marina de la República de China como ROCS Hai Pao (SS-792).

## Construcción e historia de servicio
Fue fabricado por el William Cramp Shipbuilding Co. en Filadelfia (Pensilvania). Fue colocada su quilla en 1943, fue botado el casco en 1945 y asignado en la US Navy en 1946.
La armada le dio la baja en 1973 y el submarino fue transferido a la República de China como ROCS Hai Pao; el mismo actualmente permanece en servicio con el up-grade GUPPY.